# Antonia Esteller
Antonia Esteller Camacho Clemente y Bolívar (San Mateo, Aragua, Venezuela; 1844-Caracas, 18 de diciembre de 1930) fue una pedagoga y escritora venezolana. 

## Biografía
Antonia Esteller Camacho Clemente y Bolívar, ampliamente conocida como Antonia Esteller, nació en la Hacienda San Mateo, Estado Aragua, Venezuela en el año 1844. 
Sus padres fueron María Concepción Camacho Clemente Bolívar y Benito de Esteller.  Esteller era sobrina en tercer grado de Simón Bolívar y biznieta de María Antonia Bolívar y Palacios, hermana del Libertador.  Tuvo 3 hermanos: Valentín María George de la Santisima Trinidad Esteller y Camacho; Benito Saturnino de la Santisima Trinidad Esteller y Camacho y Alfredo Esteller y Camacho.  

## Trayectoria
En el año 1883, con motivo de celebrarse centenario del nacimiento de El Libertador, el Gobierno Nacional le encarga a Esteller la recolección de las labores de mano elaboradas por las damas de diferentes partes del país, como muestra de la artesanía venezolana, y la organización de un Salón Especial en el Palacio de la Exposición (actual Palacio de las Academias) para exhibirlas.  Esteller asumió todos los gastos utilizando sus ahorros personales, en vista de que no recibía ningún aporte de parte del Ministerio de Fomento, responsable del proyecto. Al terminar la exposición el Gobierno no le reconoció los gastos en los que había incurrido, por lo que estuvo pagando esa deuda durante la mitad de su vida. 
Entre 1893 y 1898 Esteller fue la primera directora fundadora de la Escuela Normal para Mujeres (actualmente Unidad Educativa Nacional Gran Colombia), durante el gobierno del General Joaquín Crespo, quien decretó la creación de la Escuela el 1 de enero de 1893, y comenzó sus actividades como Directora de la Escuela el 20 de febrero de ese mismo año.  
Se retiró en 1898 y recibió una pensión por parte del Ministerio de Guerra, hoy Ministerio del Poder Popular para la Defensa. 
Falleció el 18 de diciembre de 1930 en la ciudad de Caracas, en su casa ubicada entre las esquinas de El Conde a Carmelita Nº10, en el centro de la ciudad.  El Ejecutivo presidió el duelo por el fallecimiento de Esteller, y el Gobierno Nacional declaró que todos los gastos ocasionados por las exequias de Esteller serían asumidos por el Tesoro Nacional.   

## Obras
En 1885 publicó el libro Catecismo de Historia de Venezuela.  
En 1893 publicó el libro Compendio de la Historia de Cristóbal Colón. 
Ambas obras fueron declaradas como libros de texto oficiales en Venezuela, Curazao, y Puerto Rico.   
Fue colaboradora del diario La Religión, de Caracas.  